# José Bonifácio (distrito de São Paulo)
José Bonifácio é um distrito situado na zona leste do município de São Paulo sendo administrado pela Subprefeitura de Itaquera e é predominantemente residencial, com uma grande quantidade de prédios populares (conjuntos habitacionais) e áreas semirurais. O distrito é servido pelos trens da Linha 11 do Trem Metropolitano de São Paulo com uma estação homônima.
O nome "José Bonifácio" é pouco utilizado pela população em geral, normalmente se referindo ao conjunto habitacional de mesmo nome, e o distrito é, com frequência, erroneamente considerado como parte do distrito de Itaquera, principalmente por causa do CEP de suas ruas começar com o prefixo 082 (a parte alta deste: 08250, 08260), o mesmo do distrito vizinho. E, além disso, parte do Conj. José Bonifácio, prédios a oeste da Rua Virgínia Ferni e outras ruas extrínsecas ao território do distrito José Bonifácio (Jd. Redil), ficam de fato em Itaquera (a maior parte da COHAB está no distrito José Bonifácio). Entretanto, há ruas do distrito José Bonifácio (Jd. São Pedro, Jd. Helena, proximidades da estação de trem a leste e adjacências) que assumem CEP 084 e prefixos telefônicos 2552, 2553, 2554, 2557, 2960, 2961, característicos de Guaianases, que começa "oficialmente" a leste da Rua Luís Mateus, caso do CEU São Pedro, inaugurado no fim de 2020.  

## História
A região onde fica hoje o distrito de José Bonifácio começou a ser ocupada nos anos 20 por imigrantes japoneses, que lá estabeleceram chácaras, plantando especialmente ameixas e pêssegos. Em virtude disso, a região passaria a ser chamada de "Terra do Pêssego", o que futuramente daria nome à estrada no lado oeste do distrito - Jacu Pêssego.
Em 1927, os imigrantes japoneses fundaram a Associação de Moços da Colônia de Itaquera, que existe até hoje, atualmente com o nome de Itaquera Nikkei Clube. Muitas chácaras desta época persistem ainda na área semi-rural do distrito, com outras sendo ocupadas por fábricas, residências, clubes, ou conjuntos habitacionais. Esta área corresponde ao bairro chamado, não por coincidência, de Colônia, e é onde fica também a Associação Pró-Excepcionais Kodomo no Sono, fundada por imigrantes japoneses.
Um grande marco na história do distrito foi o surgimento do Conjunto Habitacional José Bonifácio, inaugurado pelo presidente João Figueiredo (que governou o país de 1979 a 1985) e financiado pelo Banco Nacional da Habitação. Através do conjunto habitacional, o distrito passou a receber moradores de baixa renda de outras partes da cidade. Ao se mudarem, eles descobririam que o bairro tinha prédios e asfalto, mas era desprovido de saneamento básico, equipamentos sociais, iluminação pública, e transporte coletivo.
A comunidade do bairro começou a se organizar, e através de muito esforço, foram obtidas diversas melhorias, tais como escolas, postos de saúde, creches, pontos de ônibus e iluminação. A estação de trem do bairro foi inaugurada em 27 de maio de 2000. Sendo construída pelo Metrô, e depois passada para a CPTM, faz parte da Linha 11–Coral (Luz-Estudantes).
Atualmente, o principal pleito do distrito, face ao descaso histórico da Subprefeitura de Itaquera para com os seus respectivos moradores, é a instalação da Subprefeitura de José Bonifácio/Parque do Carmo.

## Características

### Área
O distrito tem um formato alongado e levemente afunilado, posto num relevo montanhoso na extrema Zona Leste de São Paulo, distando entre cerca de 19.5 km (Jd. Morganti) a 22.8 km (Estrada de Iguatemi) da Praça da Sé. Boa parte dos mais de 107 mil habitantes está concentrada na parte norte do distrito, nas proximidades de Itaquera, Lajeado e norte de Guaianases. Enquanto a outras partes, são pouco densamente povoados e semi-rurais, ocupadas por alguns galpões e vilas pequenas, como a Fazenda Caguaçu, Jd. Jordão e V. Ivete.
As principais avenidas e estradas que passam pelo distrito são a Avenida Jacu Pêssego/Nova Trabalhadores, Estrada de Iguatemi, Rua Jardim Tamoio, Avenida Professor João Batista Conti, Avenida Nagib Farah Maluf, Avenida José Pinheiro Borges, Rua Virgínia Ferni e a Estrada Itaquera-Guaianases.

### Limites
O distrito limita-se com Itaquera e Lajeado a norte, Guaianases e Cidade Tiradentes a leste, Iguatemi ao sul e Parque do Carmo a oeste.
Norte: R. Sabbado D'Ângelo, R. Lagoa da Barra, R. Virgínia Ferni, Córrego Xavantes, Avenida José Pinheiro Borges, R. Hilário Pires e R. Luís Mateus.
Leste: Córrego Lajeadinho, córrego sem nome, Cemitério do Carmo e Ribeirão Itaquera.
Sul: Córrego Guaratiba, Estrada de Iguatemi e Rio Aricanduva.
Oeste: Avenida Jacu Pêssego/Nova Trabalhadores, R. Tomé Álvares de Castro e R. Agrimensor Sugaya.

## Demografia
Evolução demográfica do distrito de José Bonifácio

## Bairros
Bairros de José Bonifácio:
- Colônia
- Conjunto Habitacional Fazenda do Carmo
- Conjunto Residencial José Bonifácio
- Jardim Cibele
- Jardim Helena
- Jardim Ivete
- Jardim Jordão
- Jardim Morganti
- Jardim Pedra Branca
- Jardim São Pedro
- José Bonifácio
- Vila Gil
- Vila Santa Terezinha

## Escudo de Armas do Distrito de José Bonifácio

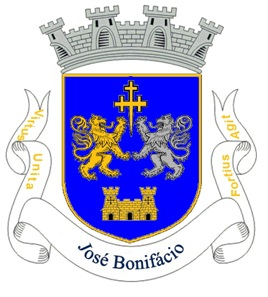
Brasão do Distrito de José Bonifácio

Descrição Heráldica: Sobre um campo em blau filetado em ouro, no coração, dois leões rampantes em combate, um em prata e outro em ouro, representando as lutas travadas pelas minorias na construção e conquistas de sua identidade. Em chefe, apartando os leões, ao mesmo tempo sendo elevada em glória, uma Cruz de Lorena em ouro, símbolo das minorias fiéis à verdade e justiça, que na hora do abandono geral (principalmente por parte da Prefeitura Regional de Itaquera à quem ainda é subordinada politicamente, bem como da Prefeitura de São Paulo que se recusa a instalar a Prefeitura Regional do José Bonifácio alegando inviabilidade devido a questões financeiras e de ocupação de solo e outros fatores ), agarram-se a fé e partem para uma epopéia de resistência e superação. Atravessam inúmeros obstáculos e provações, sem recursos humanos de qualquer espécie, mas com fé na Providência, que no fim da batalha, as glorifica com a vitória, que de início e para os incrédulos, afigurava-se como humanamente inviável. Em contra chefe, um castelo fechado, em ouro, representando os edifícios do maior conjunto habitacional das Américas. Encimando o Brasão, uma coroa mural em prata de 4 torres, representando a condição de distrito de José Bonifácio. Em listel de prata, livre no escudo, inscreve-se nas extremidades, em blau, a legenda “Virtus Unita Fortius Agit” (A união faz a força). E no Centro, também em blau a legenda José Bonifácio.